# Dinetus grandiflorus
Dinetus grandiflorus är en vindeväxtart som först beskrevs av Wallich, och fick sitt nu gällande namn av Staples. Dinetus grandiflorus ingår i släktet Dinetus och familjen vindeväxter. Inga underarter finns listade i Catalogue of Life.